# 薄化粧
『薄化粧』（うすげしょう）は、1950年に別子銅山の社宅で起きた実際の事件（西村事件）に基づいた西村望の同名小説を原作とする日本映画（1985年公開）。妻子を殺した上に刑務所を脱走した男の生きんがための逃亡生活を描く。

## ストーリー
1952年（昭和27年）の四国。坂根藤吉は逮捕され、真壁刑事たちの執拗な追及に遭う。ダイナマイトで民家を爆破し、2人を殺害した容疑だった。留置所で隠し持っていたカミソリで自殺を図るが奇跡的に一命をとりとめる板根。家宅捜索の結果、妻のふくみと9才の長男・喬の殺害も発覚する。坂根は独房から20メートルの穴を掘って脱獄。以後、素性を隠しながら各地の飯場を転々と渡り歩く。板根の足取りを追い、逮捕に執念を燃やす真壁刑事。逃亡生活の果てに、坂根は薄幸の女・内藤ちえと巡り合う。
遡って1948年（昭和23年）、四国の山深い鉱業所。鉱夫の坂根は妻子と3人で平凡に暮らしていた。鉱山で落盤事故が発生し補償問題で鉱夫の代表として会社側と掛け合った坂根は、逆に多額の裏金で会社側に摂り込まれる。裏金を元に金貸しをはじめた坂根は、事故で夫を亡くした地所テル子に接近、親密な仲になる。逆上した妻ふくみともみ合い、殺害して床下に埋める板根。テル子と同棲を始めるが、母親に会いたがる息子の喬に手を焼き、峡谷に連れ出して絞殺。遺体は放置した。
小さな飲み屋を営むちえは坂根にとって初めて出会った菩薩のような女であった。真壁刑事の訪問と、風呂屋に貼られた手配書の写真で坂根の素性を知るちえ。だが、ちえは黙って坂根と親密な関係になる。ある日、ちえはふざけて坂根の眉に眉墨を引いた。最初は嫌がっていた坂根だが、鏡の中の別人のような顔を見て、出歩く時には必ず化粧で変装するようになった。
再び昭和23年の鉱業所。坂根は金貸しとして、炭鉱事故で働けない仙波徳一の妻すゑとも肉体関係を結び、すゑの一人娘で17才の弘子にまで手を出そうとする。しかし、弘子は坂根からたくみに金を引き出したあげくに、鉱業所の課長の息子と結婚してしまう。小娘に手玉に取られたと知って激怒した坂根は、弘子の婚礼の夜、ダイナマイトを持ち出して仙波家を木端微塵に吹き飛ばした。この爆破を目撃され逮捕された事が、8年に及ぶ板根の逃亡劇の発端だった。
ちえのことを忘れられない坂根は、長野に転居していた彼女の元へ。ちえは妾になっていた。つかの間の逢瀬を楽しんだ坂根はまた旅へ出るため駅の便所で化粧をすませ出てくると、向かいのプラットホームには、薄化粧して荷物をまとめ、彼のあとを追ってきたちえがいた。二人の逃亡がはじまろうとした時、突然、警察のサーチライトが一斉に点灯する。
古い炭鉱跡の映像に被せて、「この話は実話である 昭和二十四年 夏―――事件はここで この場所でおこった」とテロップが出て終わる。

## キャスト
坂根藤吉
演 - 緒形拳

坂根ふくみ
演 - 浅利香津代
藤吉の妻

真壁一郎
演 - 川谷拓三 ※日本アカデミー賞優秀助演男優賞ノミネート
刑事

松井捨蔵
演 - 大村崑
刑事

地所テル子
演 - 浅野温子
坂根の情婦、坑夫の未亡人

仙波すゑ
演 - 宮下順子
坑夫の妻

仙波弘子
演 - 松本伊代
すゑの娘

内藤ちえ
演 - 藤真利子 ※毎日映画コンクール女優助演賞、ブルーリボン賞助演女優賞
焼き鳥「笹屋」の女将

氏家正肋
演 - 竹中直人
阿部組作業事務所所属

渡辺鉄治
演 - 花澤徳衛
現場親方

明賀英之
演 - 柳沢慎吾
人夫

森谷
演 - 小林稔侍
阿部組作業事務所所属、氏家をよくいじめる

とよ
演 - 菅井きん
炭鉱の女

立石
演 - 萩原流行
炭鉱の重役

上瀧
演 - 笑福亭松鶴
炭鉱の社長

## スタッフ
- 監督：五社英雄
- 助監督：南野梅雄
- 脚本：古田求
- 製作：升本喜年、遠藤武志、西岡善信、宮島秀司
- プロデューサー：徳田良雄、高橋泰
- 撮影：森田富士郎
- 音楽：佐藤勝
- 美術：西岡善信
- 編集：市田勇
- 録音：大谷巖
- スチル：小山田幸生
- 照明：美間博